# Campoplex fusicornis
Campoplex fusicornis là một loài tò vò trong họ Ichneumonidae.